# آنكوي
آنكوي (بالصينية: 安丘市 )‏ هي مدينة على مستوى مقاطعة، في جمهورية الصين الشعبية، تتبع يفانغ، تبلغ مساحتها 1,928 كيلومتر مربع، رمزها البريدي هو 262100.

## التقسيمات الإدارية
- Jingzhi Town  [لغات أخرى]‏
- Linghe  [لغات أخرى]‏
- Dasheng Town  [لغات أخرى]‏
- Huiqu Town  [لغات أخرى]‏
- Jinzhongzi Town  [لغات أخرى]‏.